# Аруша (град)
 Тази статия е за Аруша (град).  За други значения вижте Аруша.  
Град Аруша (Arusha) се намира в Североизточна Танзания, в близост до границата с Кения, красиво разположен в южното подножие на планината Меру.
Градът е административен център на едноименния регион. Твърди се, че тук е точната среда на разстоянието от Кейптаун до Кайро. Градът е един от най-бързо развиващите се в страната и най-активният туристически център в Танзания. Разположен е на плато в източната част на Голямата рифтова долина от 1400 до 1540 м. надморска височина. Около него се простира плодороден селскостопански район с умерен климат през цялата година. Заобиколен е от кафеени и бананови плантации, пшеничени и царевични ниви.
Аруша е един от най-старите градове в Танзания и някога е бил голям търговски център за местните племена. Създаден е през 1900 г. от германската колониална управа като военен гарнизон. Името си е взел от племето аруша (варуша), заселило се в района през 1830 г. Племето е било асимилирано от масаите и по-голямата част от названията в околността са с масайски произход.
Аруша е „сафари столицата“ на Танзания. Градът е изходен пункт за достигане до най-известните туристически обекти в страната – националните паркове и защитени територии Аруша, Килиманджаро, Нгоронгоро, Серенгети, Тарангире, Езеро Маняра. Всички те са разположени на лесно достъпно разстояние от града.

## Градска среда
Градът е приятен за разходки и разглеждане на забележителности, а пазарният му площад е особено оживен. Състои се от две части, разделени от малка долина, през която протича река Наура (Naura). Горната част достига до главния автомобилен път от град Моши за кенийския град Наманга (Namanga) на границата с Танзания. Тук са концентрирани основните административни сгради, Националната търговска банка, повечето от топ хотелите, музеи, пощата, компании за организиране на сафарита, самолетни компании, валутни бюра, полиция, имиграционна служба, антиквариати, магазини, много ресторанти, кафенета, барове, казина, нощни клубове. В тази част на града се намира и големият Международен конферентен център (Arusha International Conference Center) (AICC), който разполага със зали с капацитет от 10 до 1350 души. Това е един от най-известните международни центрове в Африка, в който са се изявявали много известни политически дейци, включително Бил Клинтън и Джордж Буш. В долната част на града се намират пазарът, автогарата, евтини хотели, малки магазинчета и индустриални площи. Аруша прилича на много от градовете в Източна Африка със старите си сгради, останали от колониалната епоха и все по-голям брой модерни и съвременни постройки. Градската инфраструктура до голяма степен е в състояние да се справи с потребностите на едно бързо нарастващо население. Аруша може да бъде описан като зелен остров в море от полу сухи савани, но това му състояние бързо се влошава заради неконтролираното нарастване на населението. Ето защо, въпреки че градът е с приятен вид, той постепенно се превръща в един от най-грозните и най-бързо развиващите се гета в Танзания, които са разположени най-вече в долната част на града.

## Население
Територията около града се обитава от племената аруша (вааруша), вамеру, ираку, масаи, паре и други. Вамеру пристигат тук през 17 век, през 1830 г. идват вааруша, а през 20 век – и ираку.
Населението на град Аруша при последното преброяване от 2002 г. е 270 485 жители, а през 2005 г. нараства до 427 185 души. Аруша е мултикултурен град с преобладаващо мнозинство от африканско население, представено от най-различни племена от околността и страната. Има големи арабски и индийски малцинства, както и много европейци и американци, работещи в международни организации или свързани с бързо развиващата се местна туристическа индустрия. Религиите, изповядвани от населението са католицизъм, англиканство, юдаизъм, ислям, индуизъм и поредица от местни анималистични племенни религии. Населението на града нараства средно с 6% годишно.

## Климат
Характерни за града и околността са два сезона – дъждовен и сух. Сухият сезон обхваща периода от месец юни до септември, а дъждовният – от ноември до май. Ноември и декември се характеризират с краткотрайни дъждове, а от март до май валежите са изобилни, като достигат своя връх през месец март. Годишните температури варират от 13 °C до 25 °C. Поради сравнително голямата надморска височина често влажността на въздуха е доста ниска. Преобладаващите ветрове са източни, идващи от Индийския океан, който е на няколкостотин километра от града.

## Промишленост и икономика
Аруша е на второ място след Дар ес Салаам по общ брой на промишлените предприятия. Той е оживен град с голямо разнообразие от малки и средни предприятия и производства. Промишлеността в града е застъпена с производство на текстил, напитки, предприятия за хранително-вкусова промишленост, пластмаси, гуми, както и електронно оборудване. Тук работи и единственият по рода си завод в Африка, произвеждащ мрежи за комари, в които е вградена отблъскваща насекомите материя. Изработва по 10 000 000 мрежи на година, голяма част от които се изнасят в 25 африкански страни. Те са много добро превантивно средство за борба с маларията.
Секторът обаче е сериозно затруднен от липсата на кредитиране и слабите знания и умения за развиване на бързо доходни дейности.
Най-развитият отрасъл в града е туризмът, който попълва и най-съществената част от бюджета му. Основният поминък е ориентиран към организацията на всякакъв род услуги във връзка с предлаганите сафарита към всички околни паркове и резервати. Изградени са много хотели, туристически бюра, сафари-компании, банки, обменни бюра, офиси на самолетни компании. Стоките в магазините са съобразени основно с нуждите на туристите – магазини за сувенири, за туристическо оборудване, антиквариати, бижутерии и много други. Изборът на вида сафари е почти неограничен – утринно, дневно, нощно, класическо, еко-сафари, сафари в трудно достъпни местности, конно сафари, с планински велосипеди и даже сафари с балон. Всяка година през града преминават около 300 000 туриста.
Друг сериозен отрасъл е добре развитото земеделие. Големи производители на зеленчуци и екзотични цветя са организирали офисите си в града и се занимават с износ на висококачествена продукция за Европа.
Аруша е единственият производител на висококачествения прозрачно син до сив скъпоценен камък танзанит, който се произвежда в големи количества от корпоративни минни концерни. В околността от скъпоценните и полускъпоценни камъни се добиват още цоизит, пренит, дравит, гросулар, диопсид, спесартин и кианит. Във връзка с това в града се помещават много бижутерийни работилници и магазини, които работят с местните камъни.

## Транспорт и комуникации
Край Аруша има малко национално летище, което се използва за вътрешни линии и от крайбрежната авиация. Оттук излитат и кацат малки и средно големи самолети. Градът се обслужва и от международното летище Килиманджаро в регион Маняра, намиращо се на 40 мин. път с кола. През него минават около 20% от търговските и пътнически полети на Танзания. От двете летища има ежедневни полети до Дар ес Салам, Занзибар и Найроби.
Аруша е свързан с останалия свят с 5 главни пътя – до Найроби, Дар ес Салаам, Танга, Додома, Сингида и Мара. Основните пътища са асфалтирани, частично асфалтирани, или покрити с трошенокаменна настилка. През областта минават 9 магистрали, 15 регионални и 170 обслужващи пътища. Градът е обслужван и с ежедневни курсове на рейсовете до Дар ес Салам, Найроби и още много други градове в Танзания. Лесният достъп до него спомага изключително много за развитието на туризма в околността и му дава възможност да запази водещата си туристическа роля в Източна Танзания.
През 1929 г. 68-километровата жп линия от Аруша до град Моши е удължена и достига до град Танга на Индийския океан. Железопътното разстояние от Аруша до Танга е 437 км, а до Дар ес Салаам – 644 км. Друга жп линия свързва града с Кения. Гарата в града включва пътнически и стоков терминал, както и депо за получаване и изпращане на стоки. Важността на жп транспорта намалява за сметка на автомобилния.
Регионът има добри телекомуникационни съоръжения. Те включват 5196 телефонни линии, 144 телекс линии, 300 факсове и пет пощенски станции, предлагащи пълни пощенски услуги. Куриерските услуги са предоставени от DHL и EMS. Интернет мрежата в града също се развива.

## Здравеопазване
В Аруша е изграден Лутерански медицински център със 70 легла, който представлява най-новата и модерно обзаведена областна болница в града, открита през декември 2008 г. В непосредствена близост до болницата се намира и Градската клиника. В централната част на града са разположени Регионалната болница Mount Meru, болницата „Ithna Asheri“ и болница „Св. Елизабет“. Всички те обслужват около 50 000 амбулаторни пациенти и над един милион души. Най-честите заболявания са инфекциозни и тропически болести. Висок процент от медицинския прием отчитат маларията, СПИН, туберкулозата и пневмонията. Най-голяма част от хирургическата намеса се отнася до травми и коремни операции. Въпреки че медицинските услуги са евтини, често са недостъпни за голяма част от населението. Държавните разходи за здравеопазване в Танзания са по-малко от 2 щатски долара на глава от населението годишно.

## Образование
В града има няколко основни и средни училища. По-голямата част от основните училища са държавни, а от средните – частни. Има и един технически колеж. Отбелязва се недостиг на класни стаи, както и на чинове за учениците. Предстои откриване на най-съвременен туристически център за обучение в Аруша. Обучението ще предоставя образование на международно ниво в областта на туризма и хотелиерството, включително екскурзоводство, заведения за хранене и управление на туристически агенции.

## Култура и изкуство
В града има няколко музея, но най-интересни са Природонаучният музей с богата колекция и Музеят на декларацията, посветен на Декларацията от Аруша на бившия президент на страната Джулиус Ниерере от 1967 г. и социалната и политическа история на Танзания.
В града е организиран Център за културното наследство, който напомня музей на африканското изкуство. Представя занаяти и артефакти от стотици племена, както местните, така и от други части на Африка. Тук има огромно разнообразие от африкански маски, традиционни оръжия и дърворезби във всякакви форми и размери. Могат да се видят известните малки дървени фигурки и дърворезби на племето маконде, чието изкуство е международно признато. Много известни по света са оригиналните абстрактни маски мапико (Mapiko), използвани от племето при официални тържества и особено при инициация. Те са старателно издълбани от масивно дърво, обикновено светло на цвят, и може да изобразяват духове, предци или живи хора, реално съществуващи или идеализирани. Поставят се на главата така, че танцьорът гледа през устата на маската, а нейното лице заема нормално положение, когато той се наведе напред. Могат да се видят и ярко цветните стилизирани рисунки в традиционния танзанийски стил тингатинга, а също и батик.
В ювелирните работилници и магазини се обработва и продава голямо количество разнообразни майсторски изработени бижута, инкрустирани със скъпоценния камък танзанит, който е открит през 1967 г. и се добива на 40 км от града в Мерерани.
Районът около града се обитава от няколко различни племена, които могат да бъдат посетени, а туристите имат възможност да се запознаят с богатото им културно наследство.
Във и около град Аруша са снимани няколко игрални и документални филма. Тук е сниман и филмът на американския режисьор и продуцент Хауърд Хоукс от 1962 г. „Hatari“ с Джон Уейн в главната роля.

## Политически живот
Аруша се характеризира със засилена политическа дейност заради космополитността на града, бързия достъп до новини и високата степен на грамотност на населението. Тук се конкурират 5 политически партии – НКК, NCCR-Mageuzi, CHADEMA, TLP и CUF.
Аруша е важен дипломатически център. Той е бивше седалище на Източноафриканската общност в дните, когато Кения, Танзания и Уганда са били членове на общ икономически, комуникационен и митнически съюз. След подписването на редица конвенции и протоколи между държавните ръководители на същите три страни през ноември 1994 г., градът отново става център на възродената организация за регионална взаимопомощ под името Източноафриканско сътрудничество (East African Cooperation). През 2000 г. организацията е преименувана на East African Community (EAC), а през 2007 г. се разраства, когато към нея се присъединяват Руанда и Бурунди и стават нейни пълноправни членки. Така градът отново става седалище на тази организация.
Тук през 1994 г. се основава Международният наказателен трибунал за Руанда (UN-МНТР) към ООН и администрацията му се помещава в града. Аруша е домакин на преговорите по уреждане на вътрешния конфликт в Бурунди, като посредник е Джулиъс Ниерере, а след смъртта му ОАЕ възлага мисията на Нелсън Мандела. Аруша е седалище и на Африканския съд по правата на човека и народите.
В международния конферентен център са подписани някои от най-важните мирни договори и международни споразумения в съвременната африканска история. През 1967 г. тук президентът на Танзания Джулиъс Ниерере подписва известната Декларация от Аруша, в която провъзгласява социалистическия път на развитие на Танзания.

## Медии
Град Аруша е на второ място след Дар ес Салаам по отношение на медийното присъствие. Радио Танзания, излъчвано от Дар ес Салаам (ITP) се чува в града и региона много добре. Съществуват и две местни радиостанции – Радио FM5 и Радио Tanzanite. Жителите на Аруша могат да настройват телевизорите си и ловят цифрова телевизия. Някои предприятия и частни жилища имат монтирани сателитни чинии и така могат да гледат много международни телевизии (CNN, BBC и др.)
В града се издава местният вестник „Аруша Таймс“ с периодичност два пъти месечно. Всички вестници, издавани в Дар ес Салаам се предлагат в града същия ден. По същия начин част от ежедневниците и периодичните издания от Кения и в по-малка степен от Уганда пристигат тук в деня на излизането им.

## Водоснабдяване и канализация
За водоснабдяването и канализацията на града се грижи създаденият полу-автономен държавен орган Градско водоснабдяване и канализация (Arusha Urban Water Supply and Sanitation Authority (AUWSA), който е една от най-добрите институции в страната. С помощта на чужди капитали е направен основен ремонт на мрежата. По данни на AUWSA 91% от населението на града е снабдено с чиста питейна вода. Водоснабдителната система се захранва на гравитационен принцип от склоновете на планината Меру, както и чрез сондажи. Повечето обитатели на бедните квартали получават вода от хидранти, инсталирани от организацията за градско водоснабдяване. Въпреки направените подобрения и ремонти, водоснабдяването на града е в несигурно равновесие. Проблемите се задълбочават от бързото влошаване на околната среда, неконтролираното обезлесяване на склоновете на планината и бързото нарастване на населението. Освен това подпочвените води на много места се замърсяват от септичните ями и тоалетните, разположени на по-високите части по склона на планината.
Само 9% от сградите, основно в стария център и околностите му, са снабдени с тръбна канализация. Цялата изградена канализационна мрежа на града е дълга само 33 км.